# Rolf Frick

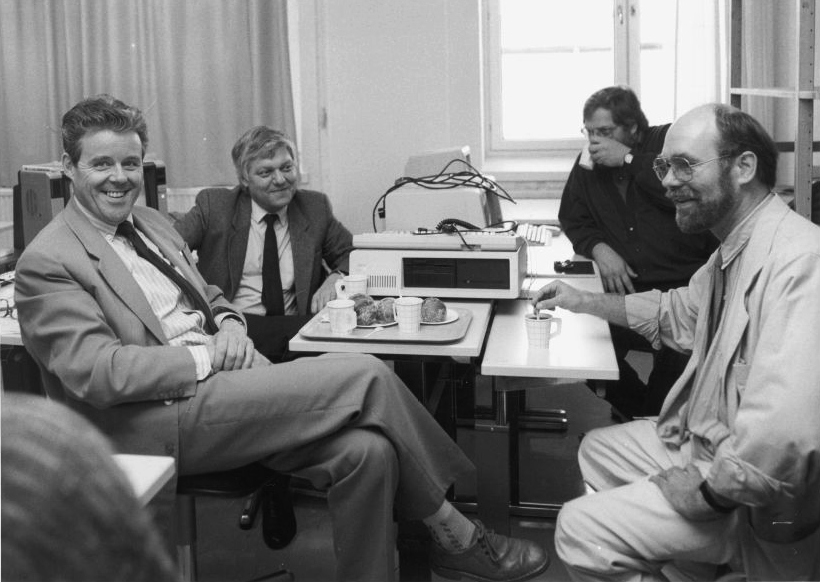
Rolf Frick (nach Links) beim Besuch in Finnland mit Dr. Benno Krug. Nach Rechts Professor Pekka Heimola und Lektor Jukka Juutilainen von der Hochschule für Kunst und Design Helsinki (heute Aalto-Universität).

Rolf Frick (* 16. September 1936 in Chemnitz; † 31. Dezember 2008) war ein deutscher Hochschullehrer und Politiker (FDP).

## Leben
Rolf Frick wurde 1936 als Sohn eines Verlagsdirektors geboren. Aufgrund der NS-Vergangenheit seines Vaters erhielt er in der DDR zunächst keine direkte Zulassung für das Abitur. Stattdessen absolvierte er eine Schriftsetzerlehre, belegte Abendkurse und bildete sich an Fernschulen fort. Anschließend studierte er Maschinenbau an der Technischen Hochschule Karl-Marx-Stadt. Er bestand das Examen als Ingenieur für Polygraphie und das Examen als Diplom-Ingenieur für Maschinenbau, ehe er 1978 mit einer Arbeit zur Systematischen Heuristik mit dem Titel Integration der industriellen Formgestaltung in den Erzeugnis-Entwicklungsprozess zum Dr. sc. techn. habilitierte. In der Folgezeit war er als Facharbeiter, Fachschüler, Berufsschullehrer, Assistent, Oberassistent und Dozent tätig. Schließlich erhielt er einen Lehrstuhl als ordentlicher Professor für Designmethodik an der Hochschule für industrielle Formgestaltung Halle, Burg Giebichenstein.
Frick war zunächst Mitglied der LDPD und trat während der politischen Wende in der DDR in die FDP ein. Er war von 1990 bis 1994 Mitglied des Landtages von Sachsen-Anhalt und dort 1990/91 Vorsitzender des Ausschusses für Kultur und Medien. Am 4. Juli 1991 wurde er als Minister für Wissenschaft und Forschung in die von Ministerpräsident Werner Münch geführte Regierung des Landes Sachsen-Anhalt berufen. Seit dem 15. Dezember 1993 gehörte er als Wissenschaftsminister auch der von Ministerpräsident Christoph Bergner geleiteten Folgeregierung an. Nach der Wahlniederlage der FDP bei den Landtagswahlen schied er am 21. Juli 1994 aus der Landesregierung aus.

## Ehrungen
- Honorarprofessur der Otto-von-Guericke-Universität Magdeburg